# Leslie Easterbrooková
Leslie Easterbrook (nar. 29. července 1949) je americká herečka a producentka, nejvíce známá rolí vnadné důstojnice Debbie Callahanové v sérii Policejní akademie.

## Život a kariéra
Narodila se v Los Angeles, ale v devíti měsících věku byla adoptována rodinou Easterbrookových z Nebrasky. Otec Carl byl učitel hudby a matka Helen učila angličtinu na univerzitě.
Absolvovala ženskou Stephen's College v Missouri. Od roku 1975 se objevovala v televizních seriálech, ve filmu debutovala roku 1980. Roku 1983 uspěla v konkurzu na roli drsné a sexuálně žádostivé seržantky Callahanové v komedii Policejní akademie, což byla herecká poloha, ve které do té doby neměla žádnou praxi. V této roli ovšem zazářila, a poté co natáčení druhého dílu musela vynechat z důvodu těhotenství, ve všech dalších (pěti) pokračováních se opět objevila. Herecké obsazení prvního filmu později označovala za „velkou rodinu“, blízce se spřátelila zejména se Scottem Thomasem (Copeland) a Marion Ramsey (Hooksová).
Je aktivní střelkyní a je členkou Národní asociace držitelů zbraní. Natočila instruktážní video pro střelce-začátečníky a působila v radě kalifornské střelecké organizace.